# Hesdin-l’Abbé
Hesdin-l’Abbé – miejscowość i gmina we Francji, w regionie Hauts-de-France, w departamencie Pas-de-Calais.
Według danych na rok 1990 gminę zamieszkiwało 1880 osób, a gęstość zaludnienia wynosiła 254 osób/km² (wśród 1549 gmin regionu Nord-Pas-de-Calais Hesdin-l’Abbé plasuje się na 383. miejscu pod względem liczby ludności, natomiast pod względem powierzchni na miejscu 493.).